# Hingham (Massachusetts)
Hingham és una població dels Estats Units a l'estat de Massachusetts. Segons el cens del 2008 tenia 22.561 habitants.

## Demografia
Segons el cens del 2000, Hingham tenia 19.882 habitants, 7.189 habitatges, i 5.478 famílies. La densitat de població era de 341,6 habitants/km².
Dels 7.189 habitatges en un 37,8% hi vivien nens de menys de 18 anys, en un 65,7% hi vivien parelles casades, en un 8,5% dones solteres, i en un 23,8% no eren unitats familiars. En el 21% dels habitatges hi vivien persones soles el 10,1% de les quals corresponia a persones de 65 anys o més que vivien soles. El nombre mitjà de persones vivint en cada habitatge era de 2,72 i el nombre mitjà de persones que vivien en cada família era de 3,19.
Per edats la població es repartia de la següent manera: un 27,7% tenia menys de 18 anys, un 4,3% entre 18 i 24, un 26,3% entre 25 i 44, un 27,5% de 45 a 60 i un 14,1% 65 anys o més.
L'edat mediana era de 40 anys. Per cada 100 dones de 18 o més anys hi havia 85,6 homes.
La renda mediana per habitatge era de 83.018 $ i la renda mediana per família de 98.598$. Els homes tenien una renda mediana de 66.802 $ mentre que les dones 41.370$. La renda per capita de la població era de 41.703$. Entorn del 2,4% de les famílies i el 3,5% de la població estaven per davall del llindar de pobresa.